# Andrzej Fenrych

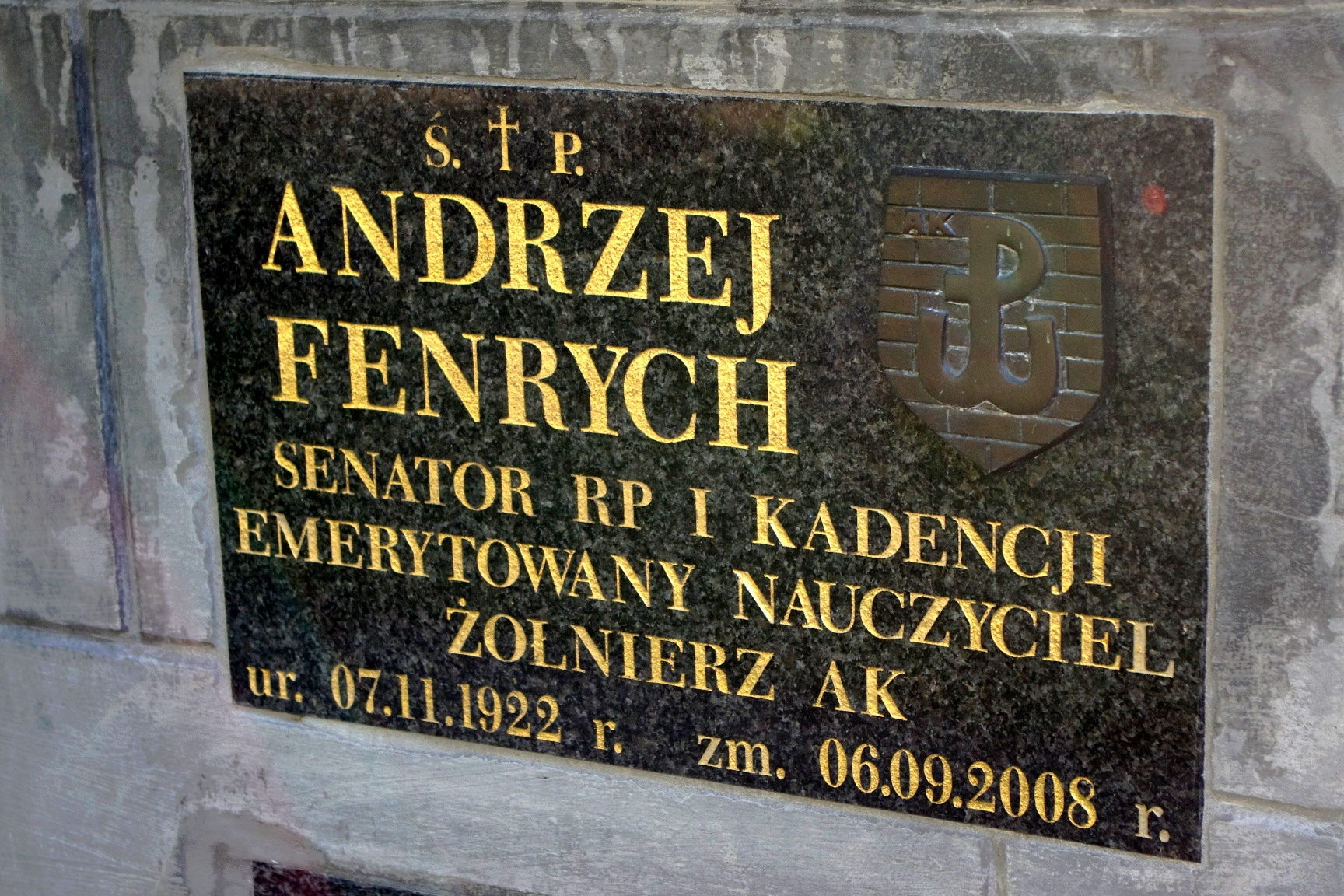
Grób senatora Andrzeja Fenrycha na Starym Cmentarzu w Tarnowie

Andrzej Fenrych (ur. 7 listopada 1922 w Przybrodzie, zm. 6 września 2008 w Tarnowie) – polski nauczyciel, senator I kadencji.

## Życiorys
W okresie II wojny światowej został wraz z rodziną wywieziony do Tarnowa. Od 1943 walczył w szeregach Armii Krajowej.
Studia ukończył w 1958 na Akademii Ekonomicznej w Krakowie. Pracował jako księgowy w Technikum Mechanicznym w Tarnowie, następnie przez lata był zatrudniony jako nauczyciel, pełniąc też funkcję wicedyrektora szkoły.
Na początku lat 80. wstąpił do „Solidarności”, należał do liderów związku w województwie tarnowskim. Brał udział w I Krajowym Zjeździe Delegatów w Gdańsku. Działał jednocześnie w Konfederacji Polski Niepodległej.
W latach 1989–1991 sprawował mandat senatora I kadencji, wybranego z ramienia Komitetu Obywatelskiego w województwie tarnowskim. Zasiadał w Komisji Kultury, Środków Przekazu, Nauki i Edukacji Narodowej oraz w Komisji Konstytucyjnej. Nie ubiegał się o reelekcję.
Działał w organizacjach wspierających inwalidów wojennych. Odznaczony m.in. Krzyżem Oficerskim Orderu Odrodzenia Polski (1999).
Pochowany na Starym Cmentarzu w Tarnowie.